# Fritz Blanke

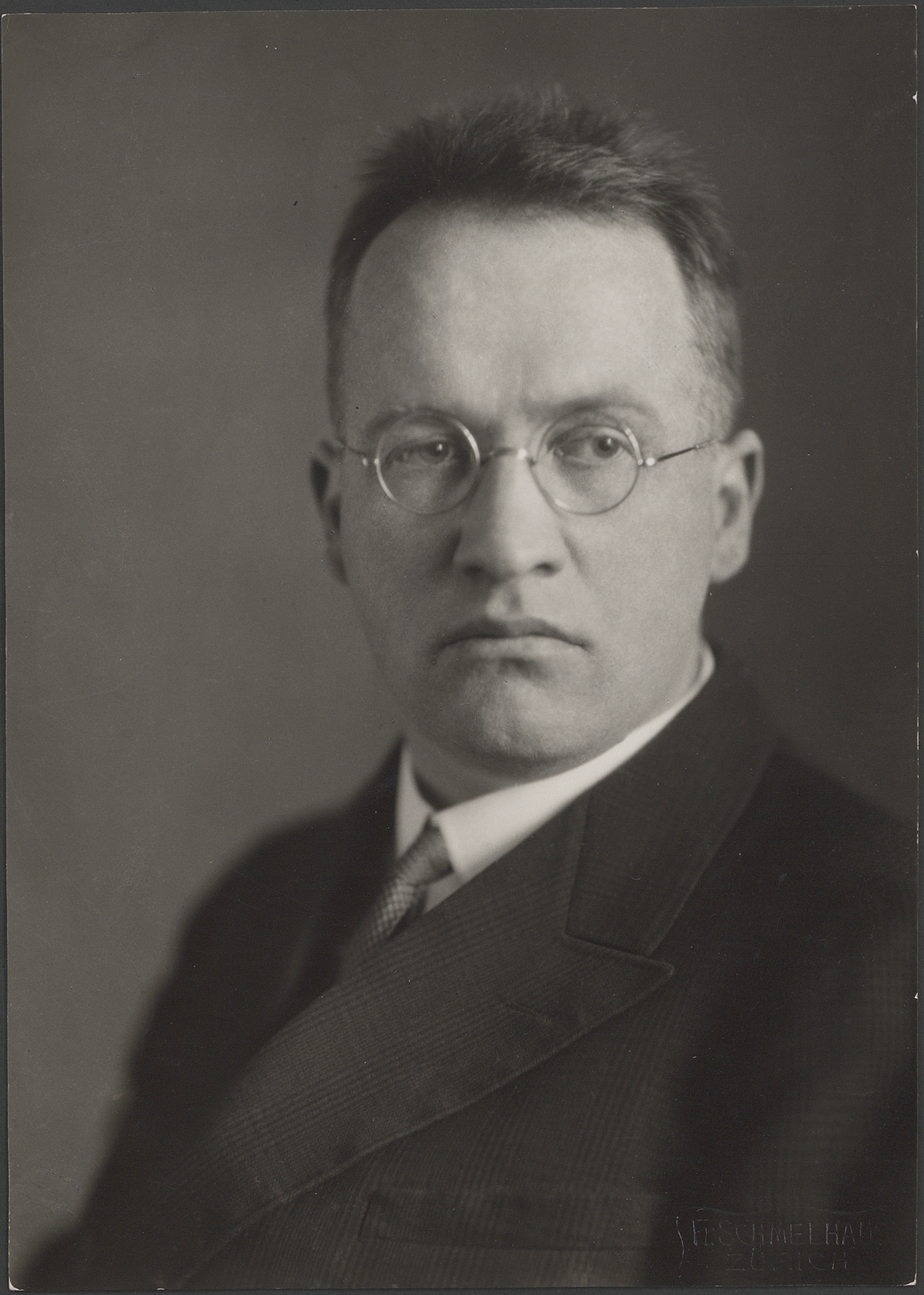
Fritz Blanke

Fritz Blanke (* 22. April 1900 in Kreuzlingen; † 4. März 1967 in Zürich) war ein Schweizer Kirchenhistoriker.

## Leben
Fritz Blanke besass ursprünglich die deutsche Staatsbürgerschaft, wurde aber 1939 in Zürich eingebürgert. Er studierte Theologie an den Universitäten Tübingen, Heidelberg und Berlin. 
1926 wurde er Privatdozent für Kirchengeschichte in Königsberg. Ab 1929 war er Professor für Kirchen- und Dogmengeschichte an der Universität Zürich, wo er 1964 das Institut für Schweizerische Reformationsgeschichte gründete. Von der Theologischen Fakultät der Universität Königsberg erhielt er 1930 das Ehrendoktorat.
Als Forscher beschäftigte sich Blanke vor allem mit Martin Luther, Johann Georg Hamann, Huldrych Zwingli, den Täufern sowie dem Verhältnis von Kirchen und Sekten.

## Schriften (Auswahl)
Monografien
- Der verborgene Gott bei Luther. 1928.
- Johann Georg Hamann als Theologe. 1928.
- Das Wesen der Sekte. 1934.
- Columban und Gallus. Urgeschichte des schweizerischen Christentums. 1940.
- Ulrich Zwingli, 1940.
- Der Islam als missionarisches Problem. 1941.
- Der junge Bullinger 1504–1531. (bearb. v. Leo Weisz). 1942.
- Die leibliche Himmelfahrt der Jungfrau Maria. Zürich 1950.[1]
- Luthers Humor. Scherz und Schalk in Luthers Seelsorge. 1954.
- Brüder in Christo. Die Geschichte der ältesten Täufergemeinde. Zollikon 1525. 1955.

Buch- und Zeitschriftenbeiträge
- Zu Zwinglis Vorrede an Luther in der Schrift «Amica Exegesis» 1527. In: Zwingliania, 5/4, 1930, S. 185–192. (Digitalisat)
- Zwinglis Beitrag zur reformatorischen Botschaft. In: Zwingliania, 5/5–6, 1931, S. 262–275. (Digitalisat)
- Reformation und Alkoholismus. In: Zwingliania, 9/2, 1949, S. 75–89. (Digitalisat)
- Bischof Sailer und Johann Caspar Lavater. In: Zwingliania, 9/7, 1952, S. 431–443. (Digitalisat)
- Täufertum und Reformation. In:  Guy F. Hershberger (Hrsg.): Das Täufertum. Erbe und Verpflichtung. Stuttgart 1963.